# سن لئو باستیا
سن لئو باستیا (به ایتالیایی: San Leo Bastia) یک منطقهٔ مسکونی در ایتالیا است که در چیتا دی کاستلو واقع شده‌است. سن لئو باستیا ۲۱۳ نفر جمعیت دارد و ۳۲۰ متر بالاتر از سطح دریا واقع شده‌است.